# Primera División de México 1964-65
La Temporada 1964-65 fue la edición XXII del campeonato de liga de la Primera División en la denominada "época profesional" del fútbol mexicano; Comenzó el 4 de junio y finalizó el 27 de diciembre. Los 2 nuevos equipos para este torneo serían Cruz Azul, quien había logrado el ascenso coronándose campeón de la Segunda división mexicana, mientras que el otro nuevo equipo fue el Veracruz, que llegaba a primera después de superar al Ciudad Madero en un torneo para ampliar el número de equipos en primera división.
El torneo se desarrolló a partidos de visita recíproca por lo que cada club jugó 30 partidos, donde a la postre salió campeón el Club Deportivo Guadalajara superando por 2 puntos al Club Deportivo Oro de Jalisco.

## Sistema de competencia
Los dieciséis participantes disputan el campeonato bajo un sistema de liga, es decir, todos contra todos a visita recíproca; con un criterio de puntuación que otorga dos unidades por victoria, una por empate y cero por derrota. El campeón sería el club que al finalizar el torneo haya obtenido la mayor cantidad de puntos, y por ende se ubique en el primer lugar de la clasificación. 
En caso de concluir el certamen con dos equipos empatados en el primer lugar, se procedería a un partido de desempate entre ambos conjuntos en una cancha neutral predeterminada al inicio del torneo; de terminar en empate dicho duelo, se realizará uno extra, y de persistir la igualdad en este, se alargaría a la disputa de dos tiempos extras de 15 minutos cada uno, y posteriormente Tiros desde el punto penal, hasta que se produjera un ganador.
En caso de que el empate en el primer lugar fuese entre más de dos equipos, se realizaría una ronda de partidos entre los involucrados, con los mismos criterios de puntuación, declarando campeón a quien liderada esta fase al final.
El descenso a Segunda División corresponderá al equipo que acumulara la menor cantidad de puntos, y que por ende finalice en el último lugar de la clasificación. Al igual que el campeonato, para el descenso se contempló una serie de partidos extra en caso de empate en puntos de uno o más equipos.
Para el resto de las posiciones que no estaban involucradas con la disputa del título y el descenso, su ubicación, en caso de empate, se definía por medio del criterio de gol average o promedio de goles, y se calculaba dividiendo el número de goles anotados entre los recibidos.

## Equipos participantes

### Ascensos y descensos
| Pos              | Ascendido de la Segunda División 1963-64 |
| ---------------- | ---------------------------------------- |
| 1.º              | Cruz Azul                                |
| 2.º (Expansión.) | Veracruz                                 |

| Pos | Descendido en la Primera División 1963-64 |
| --- | ----------------------------------------- |
| -   | No hubo                                   |

### Equipos por entidad federativa
En la temporada 1964-1965 jugaron 16 equipos que se distribuían de la siguiente forma:
| Entidad Federativa | N.º | Equipos                            |
| ------------------ | --- | ---------------------------------- |
| Distrito Federal   | 4   | América, Atlante, UNAM y Necaxa    |
| Jalisco            | 4   | Atlas, Nacional, Oro y Guadalajara |
| Guanajuato         | 2   | Irapuato y León                    |
| Hidalgo            | 1   | Cruz Azul                          |
| Michoacán          | 1   | Morelia                            |
| Estado de México   | 1   | Toluca                             |
| Morelos            | 1   | Zacatepec                          |
| Nuevo León         | 1   | Monterrey                          |
| Veracruz           | 1   | Veracruz                           |